# Titov park
Titov park (tal. Parco di Tito), gradski je park u centru Pule smješten uz samu Rivu.
Sa sjeveroistoka parka nalazi se Nimfej, na jugozapadnom kraju smještena je zgrada bivše tiskare u kojoj se danas nalazi Gradska knjižnica i čitaonica, dok se na jugoistočnom kraju nalazi park Petra Krešimira IV.
Gradnja parka započela je krajem 1940-ih, a potpuno je završen 1953. godine. U prednjem dijelu uz obalu postavljen je 1957. godine spomenik palim borcima autora Vanje Radauša koji je izvorno bio namijenjen obilježavanju hrvatskog ustanka u francuskom gradiću Villefranche-de-Rouergueu. Na suprotnoj strani parka postavljena je vjerna replika - maketa užeg središta Pule koja je česta polazna točka turističkog razgledavanja grada.
Ovaj, inače rado posjećivan park omogućava i starijim posjetiteljima odmor na klupama u sjeni impozantnih platana i borova tijekom cijele godine. Osim alepskih borova, dominiraju vrste cvatućih grmova suručice, judića, tamarike, oleandra te japanske trešnje koje prekrasnim bojama svoje proljetno-ljetne cvatnje razigravaju prostor.
Park je preuređen i 22. lipnja 2013. godine, na Dan antifašističke borbe te povodom 70- godišnjice pripajanja Istre Hrvatskoj, odlukom ZAVNOH-a, svečano je otvoren s novim sadržajem - poprsjima pojedinih narodnih heroja Jugoslavije s područja Istre (Jurica Kalc, Olga Ban), poprsjem Vladimira Gortana i istaknutih boraca Narodnooslobodilačkog pokreta (Tonka Lorencin, Giulio Revelante, Ruža Petrović, Ivan Jadreško, Neven Kirac, Slavko Grubiša) na čijem se čelu nalazi poprsje Josipa Broza Tita.